# Eötvös József Gyakorló Általános Iskola és Gimnázium
Az Eötvös József Gyakorló Általános Iskola és Gimnázium (régi nevén 1. sz. Gyakorló Általános Iskola) nyíregyházi alap- és középfokú oktatási intézmény, a Nyíregyházi Egyetem (korábban Nyíregyházi Főiskola, Bessenyei György Tanárképző Főiskola) gyakorlóiskolája.
Fennállását 1970-től számítják, de az iskola elődjének tekinthető az 1959-ben alapított Felsőfokú Tanítóképző Intézet gyakorlóiskolája. 1970-ben integrálták a Tanítóképző Intézetet a Tanárképző Főiskolába, ekkor kapott helyet az 1. sz. Gyakorló Általános Iskola a főiskolával közös épületben.
1980-ban költözött az iskola a jelenleg is használt jósavárosi épületbe, amelynek barna színe miatt terjedt el a Csokisuli becenév.
1993. szeptember 1-jén az iskola felvette Eötvös József nevét. Ugyanekkor indult az első nyolcosztályos gimnáziumi évfolyam, a képzésben az ELTE Radnóti Miklós Gyakorlóiskola programját vették át. 1998-ban a négyosztályos gimnáziumi képzést is bevezették. Az első érettségizők 2001-ben végeztek, a következő tanévben pedig kiteljesedett a szerkezetváltó program.